# 世界の日本人妻は見た!
『世界の日本人妻は見た!』（せかいのにっぽんじんづまはみた）は、2013年4月16日より2017年9月19日までIVSテレビ制作と毎日放送の共同製作により、TBS系列で放送されたバラエティ番組である。全122回。放送時間は毎週火曜19:56 - 20:54（JST、以下略）。
なお、2012年4月8日19:00 - 20:54に『爆笑問題の世界の日本人妻は見た! 海外生活真相リポート どゆこと? 異国の珍体験』という単発の特別番組（以下「パイロット版」と略記）が放送されている。
2014年3月25日には、過去最長となる4時間スペシャルを19:00から放送された。在阪局製作の全国ネット番組が4時間スペシャルを組むのは、レアなケースである。なお、4時間スペシャルでは、データ放送が実施された。
同年6月から9月9日までは、19時台の『「それってどんなヒト?」捜査バラエティ Gメン99』（同日終了）と交互に2時間スペシャルで放映されていた。同年11月4日以降は、改編期を除き1時間枠で放送されることが多くなっていたが、2016年以降は19時台の『所さんのニッポンの出番!』→『この差って何ですか?』と交互に2時間SPを放送する割合が増えている。
TBSの改編発表会によると、2017年9月を以て本番組が終了することが決定した。これにより、本番組は4年半の歴史に幕。10月から『教えてもらう前と後』が後番組になる。放送期間は「4年半」ではあるが、回数は2年5ヶ月分の「122回」で、約2年分が休止された事になった。

## 内容
- 海外で暮らす日本人の生活を取材し、文化の違いによる「珍体験リポート」からトークを展開する。
- 2017年4月25日放送分から、タイトルロゴを一新し、スタジオセットもニュース番組風のものに一新、番組の内容も、日本人が見た世界各国の珍事件・衝撃事件の映像を紹介するものにリニューアルした。

## 出演
以下の出演者のほか、「マダム・ザ・ワールド」（日本在住の外国人女性）がパネラーとして出演していたが、現在（2016年時点）では在日外国人の男女がパネラーとして出演している。

### 司会
- 爆笑問題（太田光・田中裕二）- パイロット版・レギュラー版とも担当。

### レギュラー版
- 大吉洋平（毎日放送アナウンサー、アシスタント）- 全国ネットの番組へ初めてレギュラーで出演[注釈 3]。

以下の出演者は、女性パネラーとして登場。
- 渡辺満里奈 - パイロット版にはアシスタントとして出演
- デヴィ・スカルノ

以下の出演者は、2014年頃より男性パネラーとして登場。
- 出川哲朗
- 北山宏光（Kis-My-Ft2）

再現VTR出演
- 加藤夏希
- 南明奈
- 石川梨華
- 中村静香
- 原幹恵
- 峯岸みなみ
- 北原里英
- 福田沙紀

過去の出演者（パネラー）
- MEGUMI
- YOU
- 松嶋尚美
- マダム信子
- 岸本加世子

### パイロット版
いずれもパネラーとして登場。
- 梅沢富美男
- 宮崎美子
- ラモス瑠偉
- パンツェッタ・ジローラモ
- TKO
- 小島よしお
- 雛形あきこ
- 小森純
- トリンドル玲奈
- 春香クリスティーン

## スタッフ

### レギュラー版
- ナレーター：TARAKO、松元真一郎／石井貴之、飯田かおり
- 構成：豊村剛／とちぼり元、秋葉高彰、猿橋英之、八代丈寛、浅井哲郎／たむらようこ
- TP：深谷高史
- SW：横山政照(修司)
- CAM：小林光行、渡辺健太郎
- VE：武田和浩、宮本学、山下悠介、土井理沙
- MIX：松本良道
- LD：富井泰良、中田学、岩岡正
- 美術プロデューサー：小美野淳一
- 美術デザイン：岡嶋正浩
- 美術制作：松永陽登
- 編集：立木規之
- MA：木村亮允
- 音効：クォンジンホ
- CG：大森清一郎
- リサーチ：山下和規、メガバックス7
- ロケ技術：川島考夫、桜(櫻)居大祐、岩澤治、李承宰、田中勝巳、上田一路、青島幹人、松浦覚、坂口周兵、小西賢輔、平尾徹、岩崎圭介、松浦覚、江藤恭真、奥村知樹、渡部孝二、奥村恭介
- 技術協力：ニユーテレス、ティ・エル・シー、IMAGICA、ヴェントゥオノ／Sala、ヴイ・ビジョンスタジオ、MABU、フォルテ、ワイドスタッフ、関西東通、ジノ・ソニック
- 美術協力：アックス
- 番組アドバイザー：鶴本康彦
- 宣伝：竹山亜紀
- 編成：木米英治
- デスク：土橋理恵
- 制作進行：石川好子
- AD：西和邦、大野佳理（大野→以前は、制作進行）、富川浩平、杉山剛、田村直之、佐藤駿、林里穂、江守あゆ美、各務彰人、山崎彩子、蓬莱亮、瀬野瑛、中村優介、阿部雄大、鈴木光、倉橋玲奈、中江麻依華、滝澤果子、藤森久敬、藤田紗矢香、阿部雄大
- AP：須山由佳子
- ディレクター：山崎勝、小林啓之、山田雅之、川村公人、石本靖二郎、高橋研、財津猛、坂本健一郎、渡邊(辺)大介、渡部一貴（渡部→以前は、AD）、武澤貴之、平山崇、柴田玲奈、新田亮介、阿部高、関麻祐子（関→以前は、AD）、栂良太、嘉納一貴、君島一彦、乙黒剛土、笹野健太郎、新居稚也、飯島冬貴、武田喜栄、徳田浩二、中村卓也、橋向治海、木村綾乃、久富久伸（久富→以前はAD）
- 演出：前田朗光、福元洋之、三好剛（三好→以前は、ディレクター）、白野勝敏、西川竜介、松本武史、赤坂康一、矢崎ゆうこ（矢崎→以前は、ディレクター）、市川貴弘
- 監修：中村秀樹（以前は、総合演出）
- 総合演出：新井勝也（以前は、演出）
- プロデューサー：原敬一郎／澤井慎幸、須原(藤)美香
- チーフプロデューサー：越智暁／錦信次
- 制作協力：LOCOMOTION、フリーピット
- 製作：MBS、IVSテレビ制作

#### 過去のスタッフ
- ナレーター：松岡美佳、明智葵、竹内正男
- 構成：アリエシュンスケ、加藤淳一郎
- SW：岩田一己
- MIX：松原瑞貴
- 照明：本沢啓史
- 美術制作：宇賀田暁彦、串岡良太郎、藤田なつみ、羽田一成、芳賀基広
- デザイン：フレイムグラフィックス
- 音効：大舘明奈、稲川壮
- 技術協力：FMT（2013年6月までFLTと表記）
- 編成：石田敦子、田中良樹、山田陽輔、深迫康之
- 宣伝：西澤和也、諸冨洋史（諸冨→一時離脱→復帰）
- デスク：阿部繭子、小谷野沙樹
- AP：北野佳世、山口芳枝
- プロデューサー：神尾育代、森栄一郎、長尾真、坂本加恵、後藤喜男、中村和宏、宮沢一道
- チーフプロデューサー：中野伸二／福浦与一
- 制作協力：オンリー・ワン、ジョイマン、えむき、放送映画製作所、mulholland

### パイロット版
- ナレーター：近藤サト、織田っぱ、小坂由里子、浅井晴美
- 構成：いとうなお
- TP：深谷高史
- SW：河西純
- CAM：河野昌寿
- クレーン：古戸佐紀
- MIX：片山勇
- VE：武田和浩
- LD：本沢啓史
- 美術プロデューサー：小美野淳一
- デザイナー：岡嶋正浩
- 美術制作：宇賀田暁彦
- 装置：森田正樹
- 電飾：真鍋明
- 特殊装置：山口貴史
- メイク：マーヴィ
- CG：山口大樹（キャニットG）
- リサーチ：ブルーマウンテン
- 編集：服部美里
- MA：松丸祐香
- 音効：稲川壮（ヴェントゥオノ）
- TK：水越理恵
- 技術協力：ニユーテレス、FLT、アックス、IMAGICA
- 広報：内藤史（MBS）
- 制作進行：渡部一貴
- ディレクター：大野克己
- 演出：伊達興男
- プロデューサー：東田尚巳、太田茂憲
- 製作：MBS、STEELO

## ネット局と放送時間
| 放送対象地域  | 放送局                    | 系列    | 放送時間           | ネット状況 |
| ------------- | ------------------------- | ------- | ------------------ | ---------- |
| 近畿広域圏    | 毎日放送（MBS）           | TBS系列 | 火曜 19:56 - 20:54 | 制作局     |
| 北海道        | 北海道放送（HBC）         | TBS系列 | 火曜 19:56 - 20:54 | 同時ネット |
| 青森県        | 青森テレビ（ATV）         | TBS系列 | 火曜 19:56 - 20:54 | 同時ネット |
| 岩手県        | IBC岩手放送（IBC）        | TBS系列 | 火曜 19:56 - 20:54 | 同時ネット |
| 宮城県        | 東北放送（TBC）           | TBS系列 | 火曜 19:56 - 20:54 | 同時ネット |
| 山形県        | テレビユー山形（TUY）     | TBS系列 | 火曜 19:56 - 20:54 | 同時ネット |
| 福島県        | テレビユー福島（TUF）     | TBS系列 | 火曜 19:56 - 20:54 | 同時ネット |
| 関東広域圏    | TBSテレビ（TBS）          | TBS系列 | 火曜 19:56 - 20:54 | 同時ネット |
| 山梨県        | テレビ山梨（UTY）         | TBS系列 | 火曜 19:56 - 20:54 | 同時ネット |
| 長野県        | 信越放送（SBC）           | TBS系列 | 火曜 19:56 - 20:54 | 同時ネット |
| 新潟県        | 新潟放送（BSN）           | TBS系列 | 火曜 19:56 - 20:54 | 同時ネット |
| 静岡県        | 静岡放送（SBS）           | TBS系列 | 火曜 19:56 - 20:54 | 同時ネット |
| 富山県        | チューリップテレビ（TUT） | TBS系列 | 火曜 19:56 - 20:54 | 同時ネット |
| 石川県        | 北陸放送（MRO）           | TBS系列 | 火曜 19:56 - 20:54 | 同時ネット |
| 中京広域圏    | CBCテレビ（CBC）          | TBS系列 | 火曜 19:56 - 20:54 | 同時ネット |
| 鳥取県 島根県 | 山陰放送（BSS）           | TBS系列 | 火曜 19:56 - 20:54 | 同時ネット |
| 岡山県 香川県 | 山陽放送（RSK）           | TBS系列 | 火曜 19:56 - 20:54 | 同時ネット |
| 広島県        | 中国放送（RCC）           | TBS系列 | 火曜 19:56 - 20:54 | 同時ネット |
| 山口県        | テレビ山口（tys）         | TBS系列 | 火曜 19:56 - 20:54 | 同時ネット |
| 愛媛県        | あいテレビ（itv）         | TBS系列 | 火曜 19:56 - 20:54 | 同時ネット |
| 高知県        | テレビ高知（KUTV）        | TBS系列 | 火曜 19:56 - 20:54 | 同時ネット |
| 福岡県        | RKB毎日放送（rkb）        | TBS系列 | 火曜 19:56 - 20:54 | 同時ネット |
| 長崎県        | 長崎放送（NBC）           | TBS系列 | 火曜 19:56 - 20:54 | 同時ネット |
| 熊本県        | 熊本放送（RKK）           | TBS系列 | 火曜 19:56 - 20:54 | 同時ネット |
| 大分県        | 大分放送（OBS）           | TBS系列 | 火曜 19:56 - 20:54 | 同時ネット |
| 宮崎県        | 宮崎放送（mrt）           | TBS系列 | 火曜 19:56 - 20:54 | 同時ネット |
| 鹿児島県      | 南日本放送（MBC）         | TBS系列 | 火曜 19:56 - 20:54 | 同時ネット |
| 沖縄県        | 琉球放送（RBC）           | TBS系列 | 火曜 19:56 - 20:54 | 同時ネット |

### 備考
- 2014年1月7日放送のスペシャルについて、第1部（18:45 - 19:00）はTBS・北陸放送の2局のみの放送となり（いずれの局も制作局毎日放送からの裏送りネット）、制作局毎日放送を含む、TBS・北陸放送以外の上記各局では第2部（19:00 - 20:54）のみネット。
- 2015年4月第3週の放送は『侍プロ野球2015・DeNA×巨人』（TBS制作、横浜スタジアム）をJNN全国ネットで放送し、本番組の制作局である毎日放送は『With Tigers MBSベースボールパーク 中日×阪神』（ナゴヤドーム）[注釈 5]に差し替えるため当初予定では行われないこととなっていたが、『DeNA×巨人』が中止となったことから18日（土曜日）13:54 - 14:58に臨時枠移動の上放送された。ただし、キー局TBSを含むTBS系列局では雨傘番組として編成本来の放送曜日・時間である14日19:56 - 20:54に裏送り先行ネットされた[注釈 6]。
- 2015年9月第2週の放送は、当初制作局の毎日放送では『with Tigers MBSベースボールパーク・阪神 vs 巨人』（阪神甲子園球場）を放送のため、13日（日曜日）15:30 - 16:28に臨時枠移動の上放送し、キー局含む制作局以外のTBS系列局では本体の放送曜日・時間である8日19:56 - 20:54に裏送り先行ネットとする予定であったが、試合が雨天中止になったため、制作局でも本来の放送曜日・時間に放送することとなり、系列局への裏送りとはならなかった。
- 2016年9月第2週の放送は2時間SPであるが、制作局の毎日放送では『with Tigers MBSベースボールパーク・阪神 vs 巨人』を放送のため、11日（日曜日）13:00 - 14:54に臨時枠移動の上放送し、キー局含む制作局以外のTBS系列局では本体の放送曜日である6日19:00 - 20:54に裏送り先行ネットされた。